# Česká mužská florbalová reprezentace

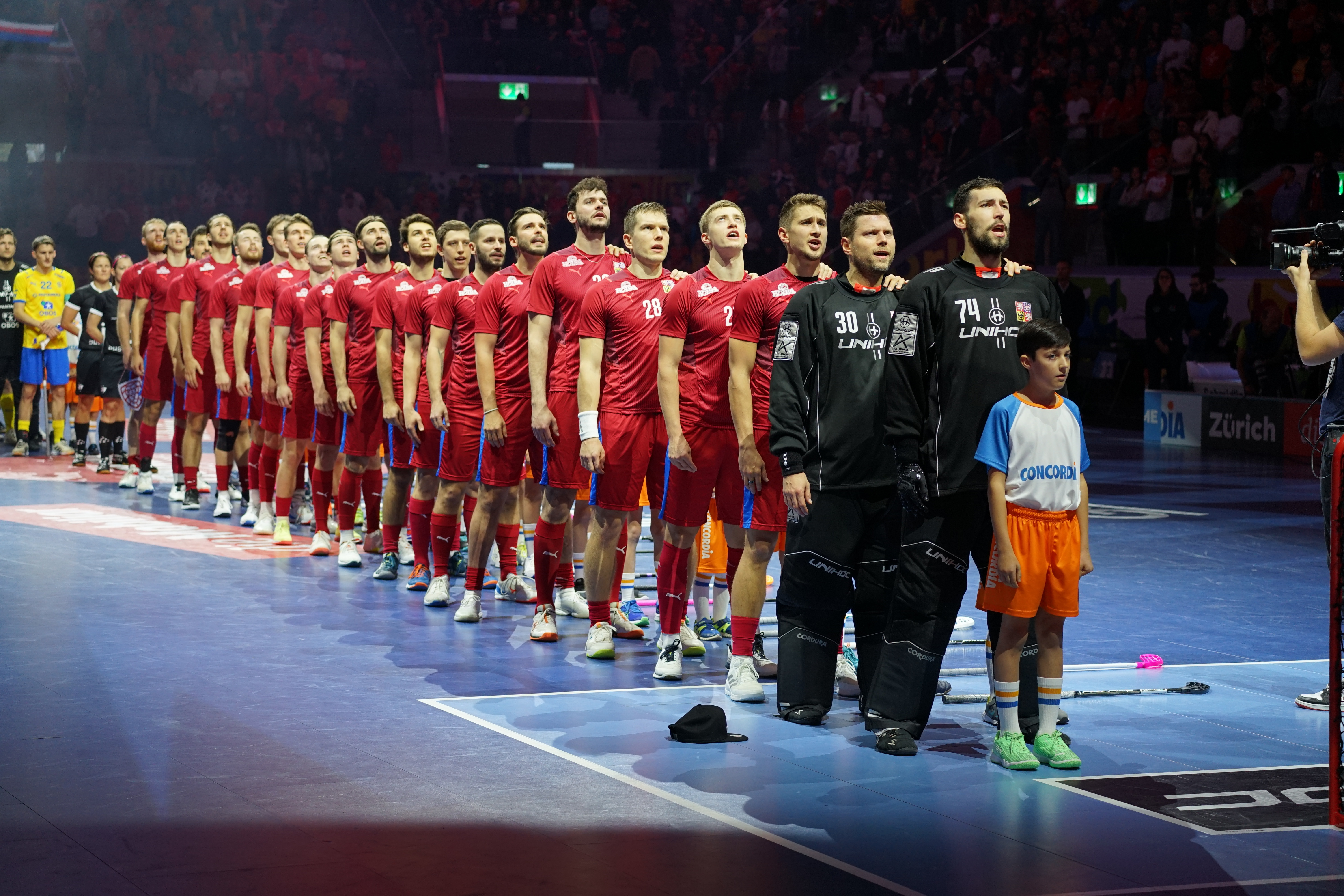
Česká florbalová reprezentace na Mistrovství světa 2022

Česká mužská florbalová reprezentace je národní florbalový tým Česka založený v roce 1994. Současným reprezentačním trenérem je Jaroslav Berka.
Tým se zúčastnil všech dosavadních mistrovství světa i Evropy. Jejich nejlepším výsledkem jsou stříbrné medaile z mistrovství světa ve Švýcarsku v letech 2004 a 2022. Dále získali čtyři bronzové medaile na mistrovstvích v letech 2010, 2014, 2021 a 2024. Tým je tak třetí nejúspěšnější florbalovou reprezentací, po Švédsku a Finsku, před čtvrtým Švýcarskem. V žebříčku IFF je také třetí (za Švédskem a Finskem a před Lotyšskem), po zmíněném třetím a druhém místě na šampionátech v letech 2024 a 2022.

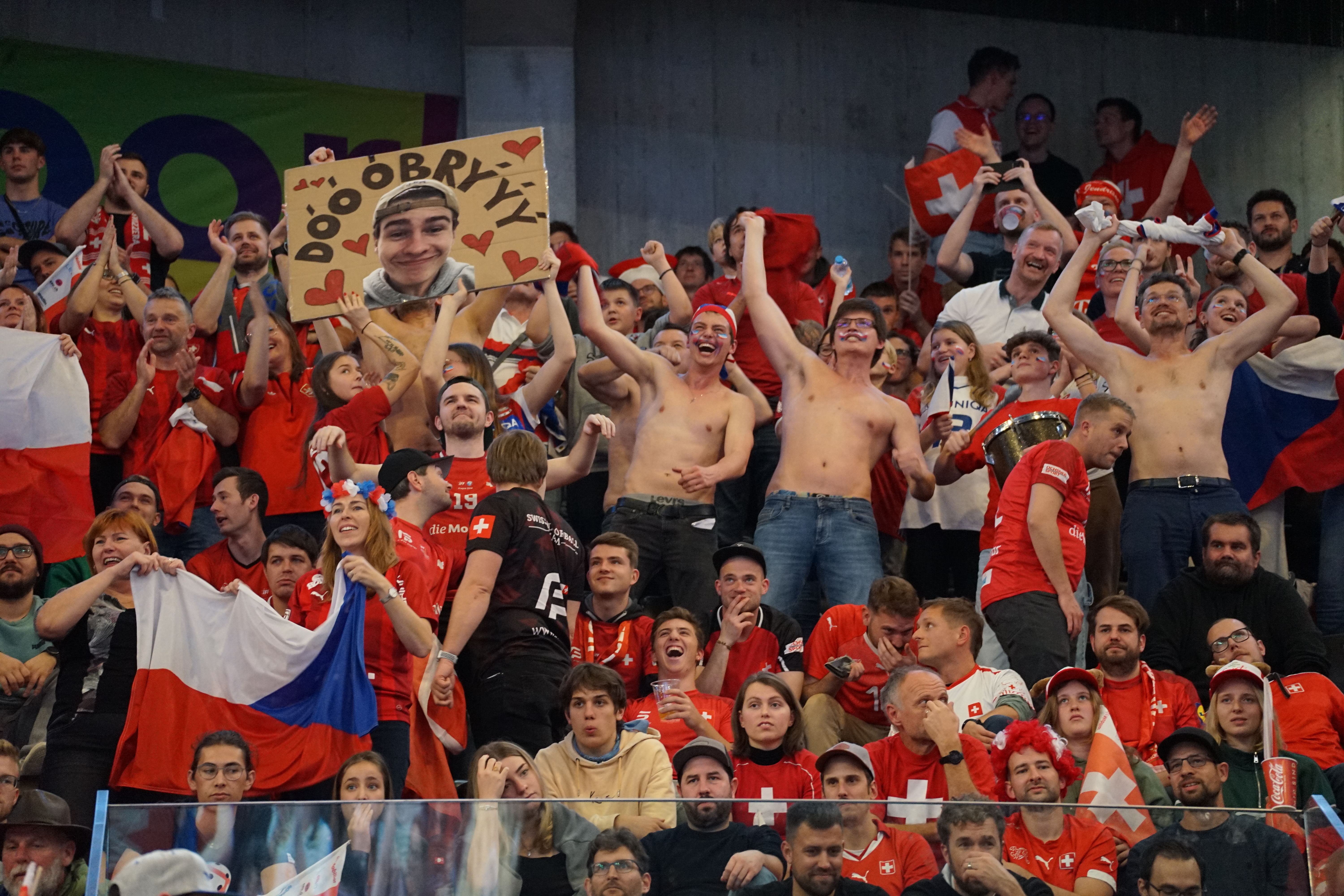
Fanoušci české florbalové reprezentace na Mistrovství světa 2022

Český tým také třikrát vyhrál první místo v turnaji Euro Floorball Tour a to v dubnu 2014, září 2022 a listopadu 2023. Češi se zúčastnili i obou dosavadních florbalových turnajů na Světových hrách, kde v roce 2022 získali bronz.

## Milníky reprezentace
Česká mužská florbalová reprezentace byla založená na přelomu let 1993 a 1994. Jejím prvním trenérem byl Jaroslav Marks.
Tým odehrál svůj první přátelský zápas 18. února 1994 proti Švýcarsku. První vítězství přišlo na prvním mistrovství Evropy v roce 1994 v utkání ve skupině proti Maďarsku. Poprvé o medaile bojovali na prvním Mistrovství světa v roce 1996 v zápase o bronz proti Norsku. Česko získalo pořadatelství druhého Mistrovství světa v roce 1998, kde skončilo šesté.
Ve skupině na Mistrovství světa v roce 2002 Češi poprvé porazili Finský tým. Od té doby ale již nad Finskem na mistrovství nikdy nezvítězili.
Na dalším šampionátu v roce 2004 Češi poprvé na mistrovství porazili Švýcarsko, nad kterým do té doby vyhráli jen jednou v přátelském zápase v roce 1996. Tentokrát vítězství přišlo v semifinále, což českému týmu vyneslo první medaili a hned stříbrnou, čímž se Česko dostalo před Norsko na čtvrté místo historického medailového pořadí za Švédsko, Finsko a právě Švýcarsko. Od té doby porazili Češi Švýcary na mistrovstvích ještě pětkrát, z toho třikrát v zápase o bronz a naposledy znovu v semifinále v roce 2022.
Na šampionátu v roce 2008 byli poprvé do All Star týmu turnaje zařazeni čeští hráči, přestože skončili na čtvrtém místě. Byli to Daniel Folta a Aleš Zálesný.
Švédský výběr Češi porazili poprvé na domácím Euro Floorball Tour v dubnu 2014, kde zvítězili i nad Finskem a Švýcarskem a poprvé tak turnaj ovládli. Druhá výhra nad Švédskem přišla znovu na domácím EFT v roce 2021, kde Češi zároveň počtvrté v historii porazili Finsko. O rok později ve Švýcarsku porazili opět všechny tři soupeře a turnaj podruhé vyhráli. Na mistrovství světa Češi nad Švédskem nikdy nezvítězili. První remízu vybojovali ve skupině na šampionátu v roce 2022, ve finále ale Švédsku podlehli. Druhým stříbrem Češi předběhli Švýcarsko v medailovém pořadí. Mimo to byla poprvé polovina All Star týmu česká, byli do něj zařazeni Lukáš Bauer, Ondřej Němeček a Marek Beneš. Stříbrná reprezentace skončila třetí v anketě Sportovec roku v kategorii Kolektivy.

## Bilance s ostatními týmy
K prosinci 2023 má český tým výrazně negativní bilanci s top týmy Švédska a Finska. Švédsko Češi porazili jen pětkrát z dosavadních více než 50 zápasů. V prvních čtyřech případech na Euro Floorball Tour, poprvé v roce 2014 (viz výše), naposledy rekordní výhrou v roce 2023, ve které Švédsko poprvé obdrželo dvouciferný počet branek. Popáté zvítězily v přípravném zápase v červnu 2025 v Praze. Finsko porazili šestkrát z podobného počtu pokusů, poprvé na mistrovství v roce 2002 (viz výše), naposledy na EFT v roce 2024.
Se Švýcarskem, nejčastějším soupeřem, má Česko mírně negativní skóre, které se v posledních letech zlepšuje.  V play-off mistrovství světa se Česko se Švýcarskem nejčastěji setkávají v zápasech o bronz, mezi lety 2002 a 2020 celkem osmkrát, z toho pětkrát zvítězili Švýcaři a třikrát Češi. V semifinále se potkali dvakrát, v obou  případech Švýcaři prohráli (více viz výše).
S téměř všemi týmy s nižším postavením v žebříčku IFF mají Češi pozitivní bilanci, proti většině mají úspěšnost stoprocentní. Jedinou výjimkou je Norsko, se kterým mají skóre vyrovnané, ale které zvítězilo naposledy v roce 2012. Bylo to v zápase o 5. až 8. místo na mistrovství světa, což pro Česko znamenalo konečné sedmé místo, tedy nejhorší umístění v historii. Bylo to zároveň naposledy, kdy Norové skončily na vyšší příčce (předtím ještě na první třech mistrovstvích). Další tým který dokázal Čechy porazit jsou Lotyši, dvakrát ze čtrnácti zápasů, ve skupině na mistrovstvích světa v letech 2012 a 2018. V prvním případě výhra předznamenala již zmíněné nejhorší umístění českého týmu, o příčku za nakonec šestými Lotyši. Byl to zároveň jediný turnaj, na kterém Lotyši Česko předstihli. Jednou zvítězili také Rusové (v prvním zápase z pěti, o páté místo na evropském mistrovství v roce 1994) a Slováci (v jednom zápase ze třinácti, v kvalifikaci na mistrovství v roce 2022).

## Umístění

### Mistrovství Evropy
| Turnaj | Místo     | Umístění | Rozhodující zápas | Trenér         | Kapitán        |
| ------ | --------- | -------- | ----------------- | -------------- | -------------- |
| 1994   | Finsko    | 6.       | Rusko 5 : 6       | Jaroslav Marks | Petr Černý     |
| 1995   | Švýcarsko | 5.       | Dánsko 3 : 2      | Jaroslav Marks | Vladimír Fuchs |

### Mistrovství světa
| Turnaj | Místo     | Umístění | Rozhodující zápas | Trenéři                           | Kapitán         | Češi v All Star týmu                      |
| ------ | --------- | -------- | ----------------- | --------------------------------- | --------------- | ----------------------------------------- |
| 1996   | Švédsko   | 4.       | Norsko 2 : 6      | Jaroslav Marks a Martin Eriksson  | Vladimír Fuchs  | –                                         |
| 1998   | Česko     | 6.       | Norsko 4 : 5      | Jaroslav Marks a Martin Eriksson  | Luděk Beneš     | –                                         |
| 2000   | Norsko    | 6.       | Norsko 2 : 5      | Zdeněk Skružný                    | Vladimír Fuchs  | –                                         |
| 2002   | Finsko    | 4.       | Švýcarsko 3 : 4pp | Zdeněk Skružný                    | Michal Rohel    | –                                         |
| 2004   | Švýcarsko | 2.       | Švédsko 4 : 6     | Zdeněk Skružný a David Zlatník    | Tomáš Trnavský  | –                                         |
| 2006   | Švédsko   | 4.       | Švýcarsko 4 : 9   | Zdeněk Skružný a David Zlatník    | Daniel Folta    | –                                         |
| 2008   | Česko     | 4.       | Švýcarsko 4 : 5pp | Zdeněk Skružný a Pasi Tilander    | Radim Cepek     | Daniel Folta a Aleš Zálesný               |
| 2010   | Finsko    | 3.       | Švýcarsko 9 : 3   | Tomáš Trnavský a Jan Vavrečka     | Milan Fridrich  | Tomáš Kafka                               |
| 2012   | Švýcarsko | 7.       | Finsko 1 : 4      | Tomáš Trnavský a Filip Vítek      | Milan Fridrich  | –                                         |
| 2014   | Švédsko   | 3.       | Švýcarsko 4 : 3   | Radim Cepek a Zdeněk Skružný      | Jan Jelínek     | –                                         |
| 2016   | Lotyšsko  | 4.       | Švýcarsko 5 : 8   | Radim Cepek a Radek Sikora        | Jan Jelínek     | Matěj Jendrišák                           |
| 2018   | Česko     | 4.       | Švýcarsko 2 : 4   | Petri Kettunen a Akseli Ahtiainen | Matěj Jendrišák | Adam Delong                               |
| 2020   | Finsko    | 3.       | Švýcarsko 4 : 3pp | Petri Kettunen a Akseli Ahtiainen | Tom Ondrušek    | Lukáš Bauer a Marek Beneš                 |
| 2022   | Švýcarsko | 2.       | Švédsko 3 : 9     | Jaroslav Berka a Pavel Brus       | Ondřej Němeček  | Lukáš Bauer, Ondřej Němeček a Marek Beneš |
| 2024   | Švédsko   | 3.       | Lotyšsko 8 : 2    | Jaroslav Berka a Pavel Brus       | Ondřej Němeček  | Ondřej Němeček                            |

### Světové hry
| Turnaj | Místo                  | Umístění | Rozhodující zápas | Trenér         | Kapitán         | Češi v All Star týmu             |
| ------ | ---------------------- | -------- | ----------------- | -------------- | --------------- | -------------------------------- |
| 2017   | Polsko                 | 4.       | Finsko 2 : 0      | Petri Kettunen | Matěj Jendrišák | Matěj Jendrišák a Ondřej Němeček |
| 2022   | Spojené státy americké | 3.       | Lotyšsko 7 : 3    | Jaroslav Berka | Ondřej Němeček  | –                                |

## Hráči

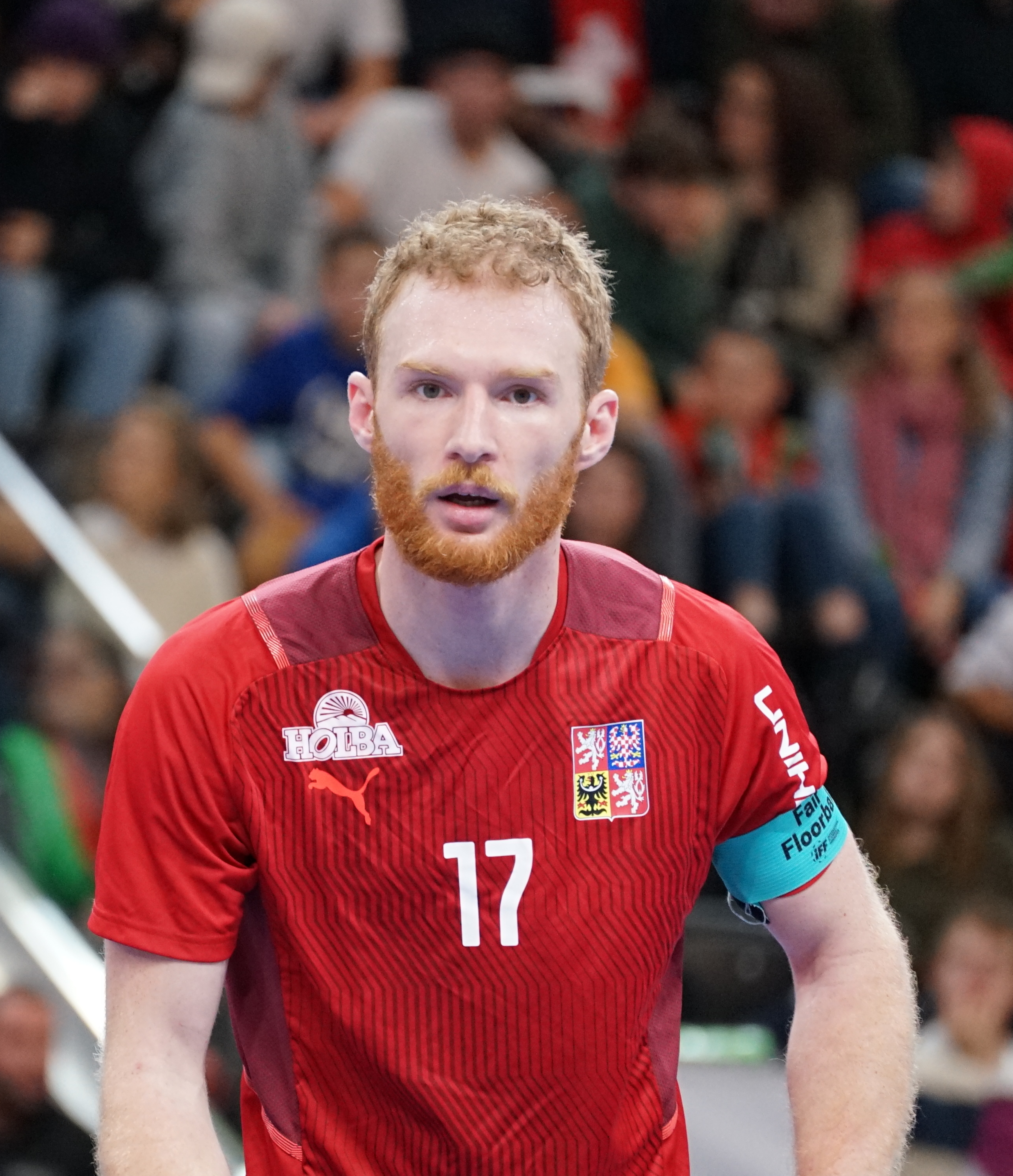
Kapitán reprezentace Ondřej Němeček

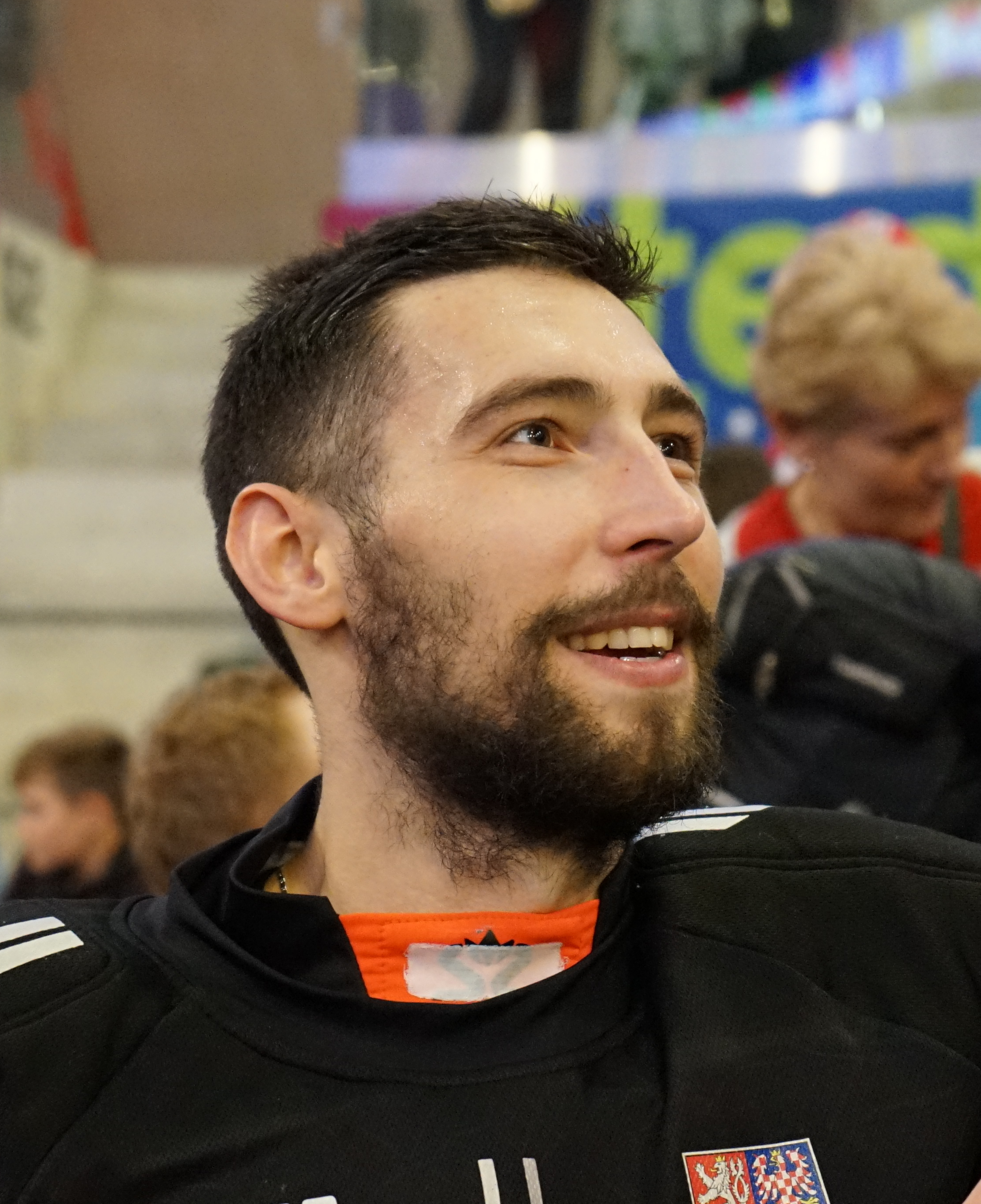
Reprezentační brankář Lukáš Bauer

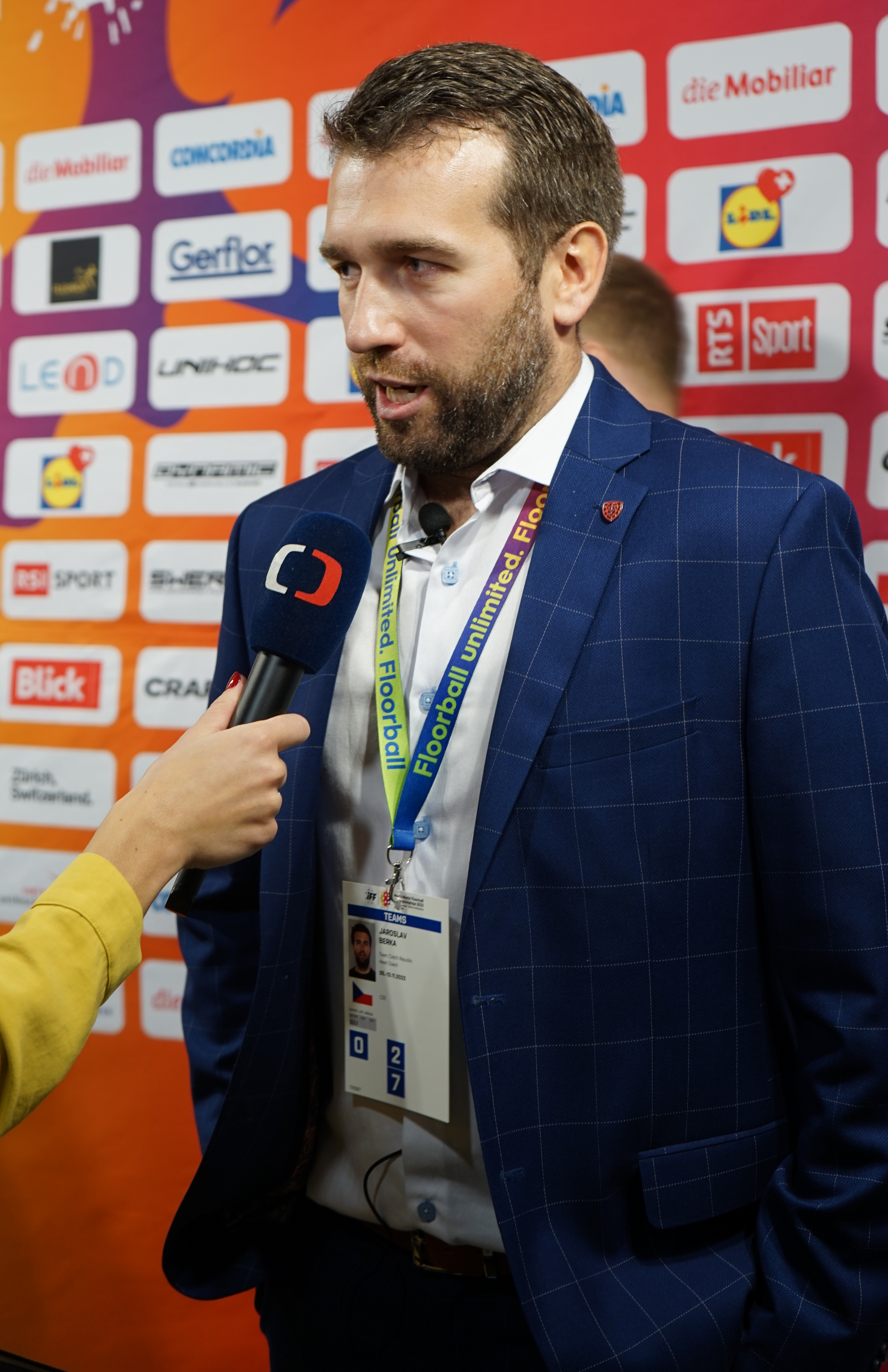
Trenér reprezentace Jaroslav Berka

### Aktuální kádr
Hráči nominovaní na poslední Mistrovství světa ve florbale 2024. Proškrtnutí hráči jsou již vyřazeni z aktuálního širšího kádru. 

#### Brankáři
- Lukáš Bauer – Florbal MB
- Tomáš Jurco – Tatran Střešovice

#### Obránci
- Adam Hemerka – Florbal MB
- Milan Meliš – Tatran Střešovice
- Ondřej Němeček – Storvreta IBK
- Lukáš Punčochář – Florbal MB
- Josef Rýpar – Linköping IBK
- Patrik Suchánek – Florbal MB
- Filip Zakonov – Florbal MB

#### Útočníci
- Dominik Beneš – Florbal MB
- Marek Beneš – Tatran Střešovice
- Jiří Besta – Florbal MB
- Adam Delong – Florbal MB
- Filip Forman – FBC Kalmarsund
- Tomáš Hanák – Tatran Střešovice
- Matěj Havlas – Tatran Střešovice
- Matěj Jendrišák – Linköping IBK
- Mikuláš Krbec – AC Sparta Praha
- Filip Langer – Storvreta IBK
- Martin Tokoš – Florbal MB
- Adam Zubek – 1. SC Vítkovice

#### Širší kádr
Hráči širšího kádru, nenominovaní na poslední mistrovství světa:
- Jakub Buršík – Florbal Vary
- Martin Čermák – Jönköpings IK
- Jakub Faksa – Pixbo IBK
- Lukáš Fukala – 1. SC Vítkovice
- Martin Gattnar – UHC Alligator Malans
- Karel Hodík – Florbal Chodov
- Jakub Gruber – AC Sparta Praha
- Ondřej Jankovský – 1. SC Vítkovice
- Ondřej Kawulok – Florbal Vary
- Martin Kisugite – Tatran Střešovice
- Matyáš Krebner – Florbal Vary
- Jonáš Kreysa – Tatran Střešovice
- Lukáš Kříž – EräViikingit
- Petr Majer – Tatran Střešovice
- Matěj Pěnička – EräViikingit
- Michal Sládek – Florbal MB
- Šimon Stránský – Florbal MB
- Patrik Šebek – Tatran Střešovice
- Martin Šindelář – UHC Alligator Malans
- Matyáš Šindler – AC Sparta Praha
- Vojtěch Wiener – Florbal MB
- Marek Zouzal – AC Sparta Praha

#### Trenéři
- Jaroslav Berka
- Pavel Brus (asistent)
- Joonas Naava  (asistent)
- Marek Vojta (asistent)

### Hráči s nejvyšším počtem účastí na mistrovstvích světa
| Ročník           | 1996   | 1998   | 2000   | 2002   | 2004   | 2006   | 2008   | 2010   | 2012   | 2014   | 2016   | 2018   | 2020   | 2022   | 2024   | Účasti |
| Reference        | [ 12 ] | [ 13 ] | [ 42 ] | [ 43 ] | [ 44 ] | [ 45 ] | [ 46 ] | [ 47 ] | [ 33 ] | [ 48 ] | [ 49 ] | [ 50 ] | [ 51 ] | [ 52 ] | [ 39 ] |        |
| Hráč             |        |        |        |        |        |        |        |        |        |        |        |        |        |        |        |        |
| ---------------- | ------ | ------ | ------ | ------ | ------ | ------ | ------ | ------ | ------ | ------ | ------ | ------ | ------ | ------ | ------ | ------ |
| Kafka Tomáš      |        |        | ✓      | ✓      | ✓      | ✓      | ✓      | S      | ✓      | ✓      | ✓      |        |        |        |        | 9      |
| Cepek Radim      | ✓      | ✓      | ✓      | ✓      | ✓      | ✓      | C      |        |        |        |        |        |        |        |        | 7      |
| Jendrišák Matěj  |        |        |        |        |        |        |        | ✓      | ✓      | ✓      | S      | C      |        | ✓      | ✓      | 7      |
| Folta Daniel     | ✓      | ✓      | ✓      | ✓      |        | C      | S      |        |        |        |        |        |        |        |        | 6      |
| Jakůbek Aleš     |        |        |        | ✓      | ✓      | ✓      | ✓      | ✓      | ✓      |        |        |        |        |        |        | 6      |
| Ondrušek Tom     |        |        |        |        |        |        |        |        | ✓      | ✓      | ✓      | ✓      | C      | ✓      |        | 6      |
| Ostřanský Martin |        |        |        | ✓      | ✓      | ✓      | ✓      | ✓      | ✓      |        |        |        |        |        |        | 6      |
| Sladký Tomáš     |        |        |        |        |        | ✓      | ✓      | ✓      | ✓      | ✓      | ✓      |        |        |        |        | 6      |
| Zálesný Aleš     |        |        |        | ✓      | ✓      | ✓      | S      | ✓      | ✓      |        |        |        |        |        |        | 6      |
| Beneš Marek      |        |        |        |        |        |        |        |        |        |        | ✓      | ✓      | S      | S      | ✓      | 5      |
| Garčar Milan     |        |        |        |        |        | ✓      | ✓      | ✓      | ✓      |        |        | ✓      |        |        |        | 5      |
| Němeček Ondřej   |        |        |        |        |        |        |        |        |        |        | ✓      | ✓      | ✓      | C/S    | C/S    | 5      |
| Sikora Radek     |        |        |        | ✓      | ✓      | ✓      | ✓      | ✓      |        |        |        |        |        |        |        | 5      |
| Suchánek Patrik  |        |        |        |        |        |        |        |        | ✓      | ✓      | ✓      | ✓      |        |        | ✓      | 5      |
| Tokoš Martin     |        |        |        |        |        |        |        |        | ✓      | ✓      | ✓      |        |        | ✓      | ✓      | 5      |
| Tomašík Milan    |        |        |        |        |        |        |        | ✓      | ✓      | ✓      | ✓      | ✓      |        |        |        | 5      |
| Trnavský Tomáš   |        | ✓      | ✓      | ✓      | C      |        | ✓      |        |        |        |        |        |        |        |        | 5      |

### Další známí reprezentanti
| - Jan Barák (2014) - Lukáš Bauer (2018, 2020, 2022, 2024) - Luděk Beneš (1998, 2000) - Jiří Besta (2020, 2022, 2024) - Pavel Brus (2006, 2008, 2010) - Jiří Curney (2014, 2016, 2018) - Petr Černý (ME 1994) - Adam Delong (2018, 2020, 2022, 2024) - Marek Deutsch (2010, 2012, 2014) - Petr Ďarmek (ME 1994, ME 1995, 1996, 1998) - Patrik Dóža (2014, 2016, 2018) - Filip Forman (2020, 2022, 2024) - Milan Fridrich (2008, 2010, 2012, 2014) - Vladimír Fuchs (ME 1994, ME 1995, 1996, 2000) - Jakub Gruber (2020, 2022) - Tomáš Hanák (2024) - Matěj Havlas (2020, 2022, 2024) - Adam Hemerka (2020, 2022, 2024) - Tomáš Chrápek (2008, 2010, 2012) - Jan Jelínek (2010, 2012, 2014, 2016) | - Tomáš Jurco (2024) - Martin Kisugite (2018, 2020, 2022) - Michal Kotlas (2002, 2004, 2006) - Pavel Kožušník (2002, 2004, 2006, 2008) - Petr Kožušník (2002, 2004, 2006) - Mikuláš Krbec (2018, 2020, 2022, 2024) - Filip Langer (2018, 2020, 2022, 2024) - Tomáš Martiník (ME 1995, 1996) - Jan Natov (2014) - Petr Novotný (2006, 2008) - Lukáš Procházka (2000) - Martin Richter (2006, 2008, 2010, 2012) - Michal Rohel (1996, 1998, 2000, 2002) - David Rytych (2006, 2008, 2010, 2012) - Vojtěch Skalík (2004, 2006, 2008, 2010) - Josef Rýpar (2018, 2020, 2022, 2024) - Štěpán Slaný (2008, 2010, 2012) - Lukáš Souček (2016, 2018) - Daniel Šebek (2010, 2012, 2016, 2018) - Martin Zozulák (2014) |

## Galerie

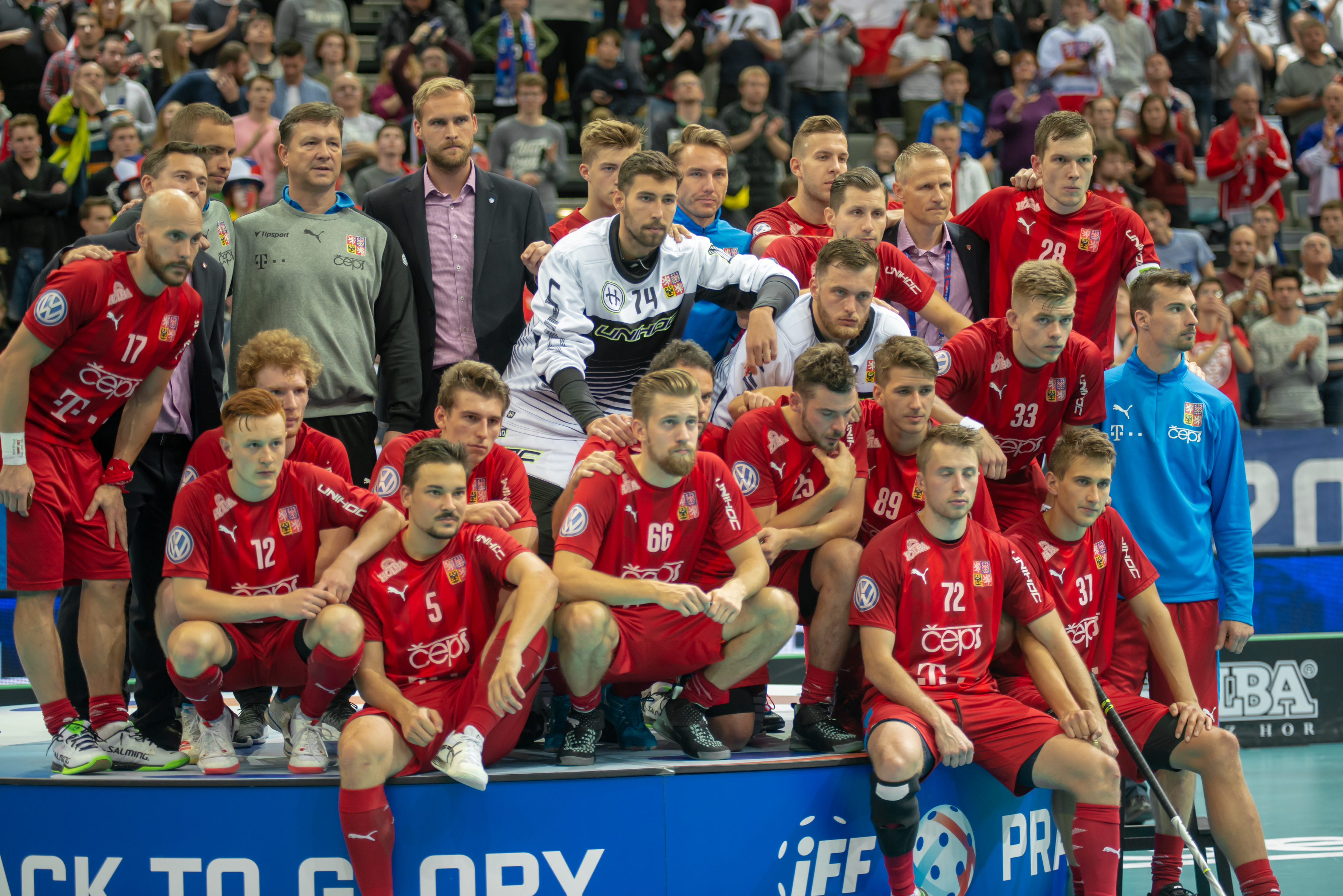
Česká reprezentace po prohraném zápase o bronz na Mistrovství světa 2018 v Praze
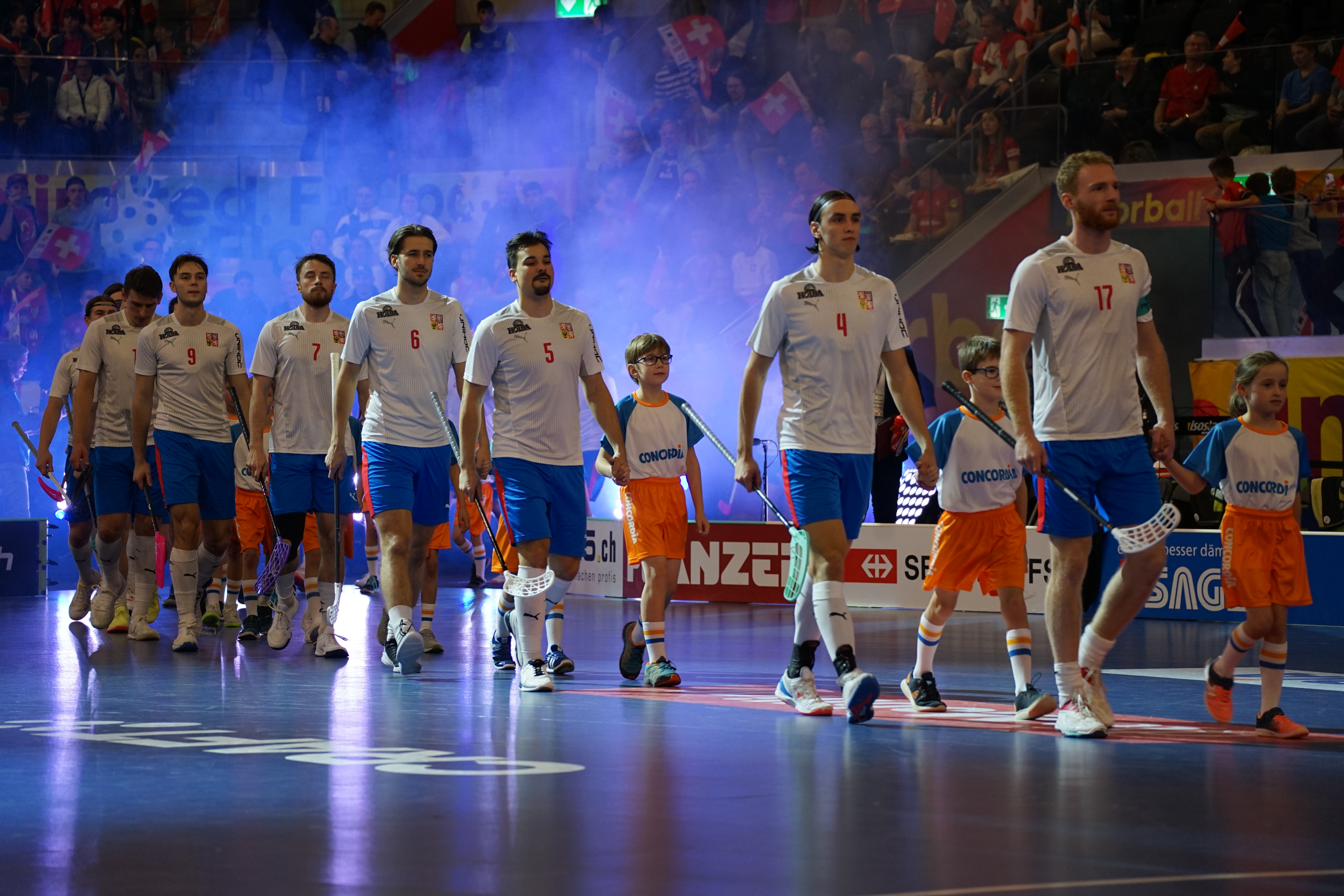
Nástup české reprezentace před semifinále na Mistrovství světa 2022
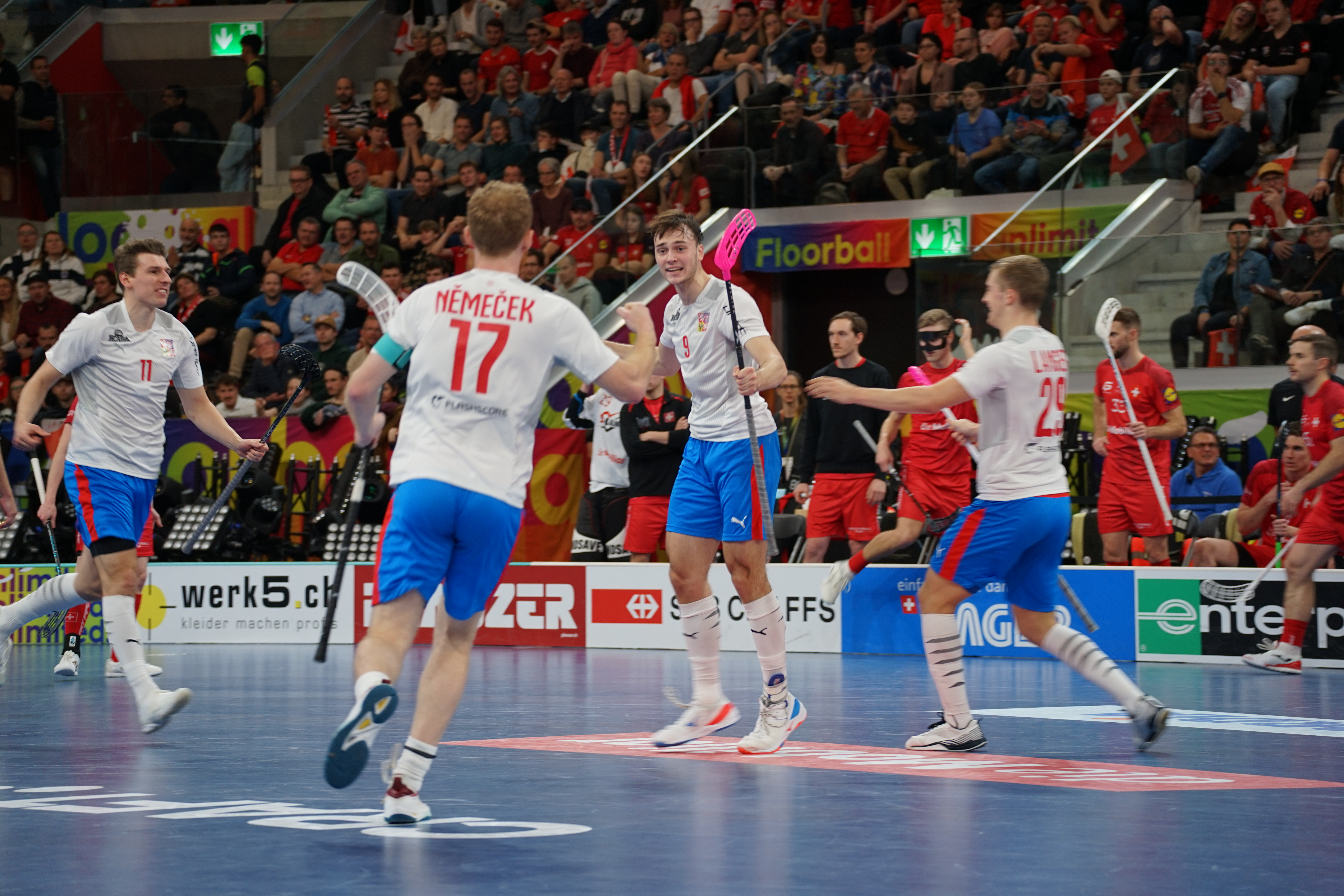
Hráči české reprezentace slaví gól v semifinále na Mistrovství světa 2022
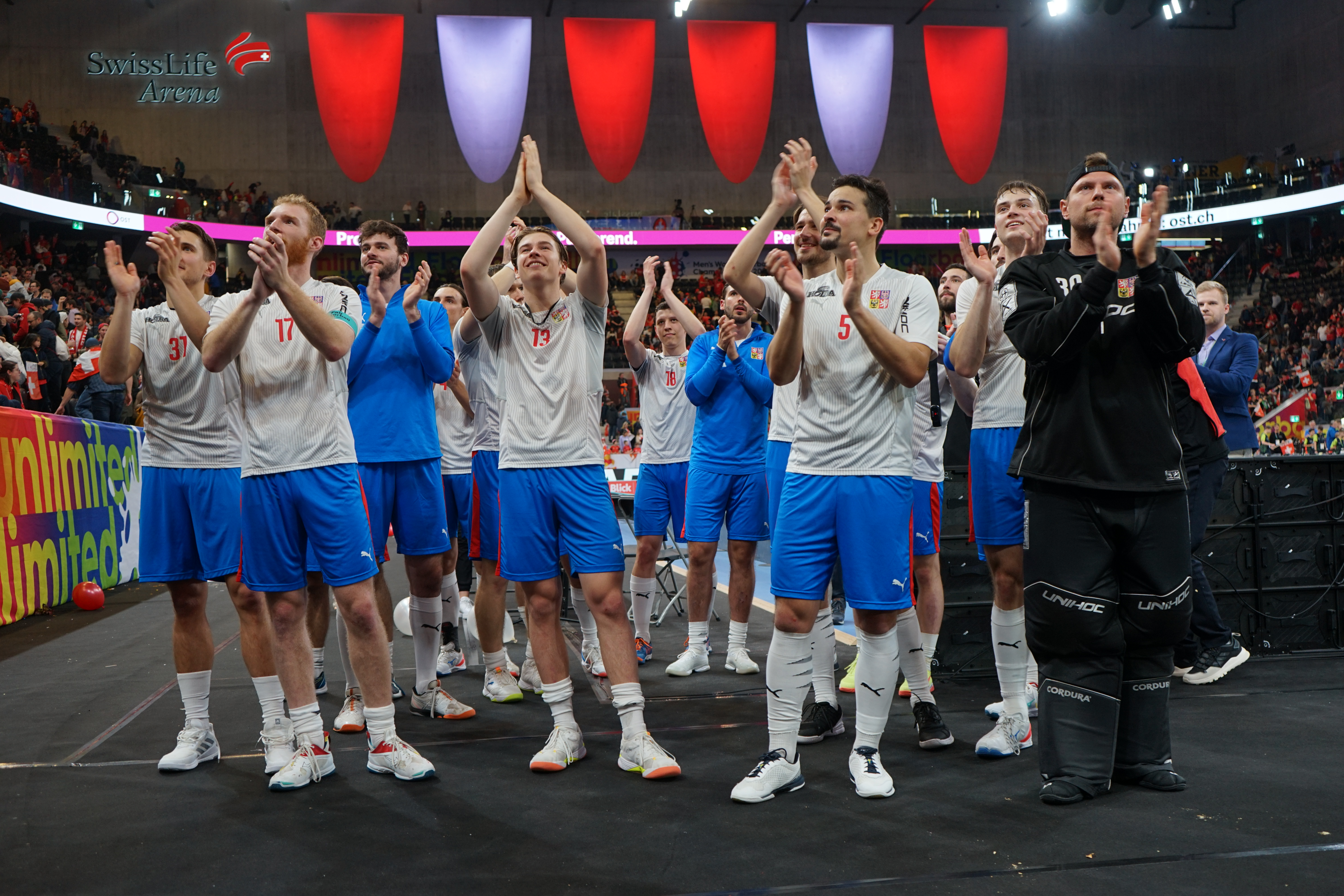
Česká reprezentace po vyhraném semifinále na Mistrovství světa 2022
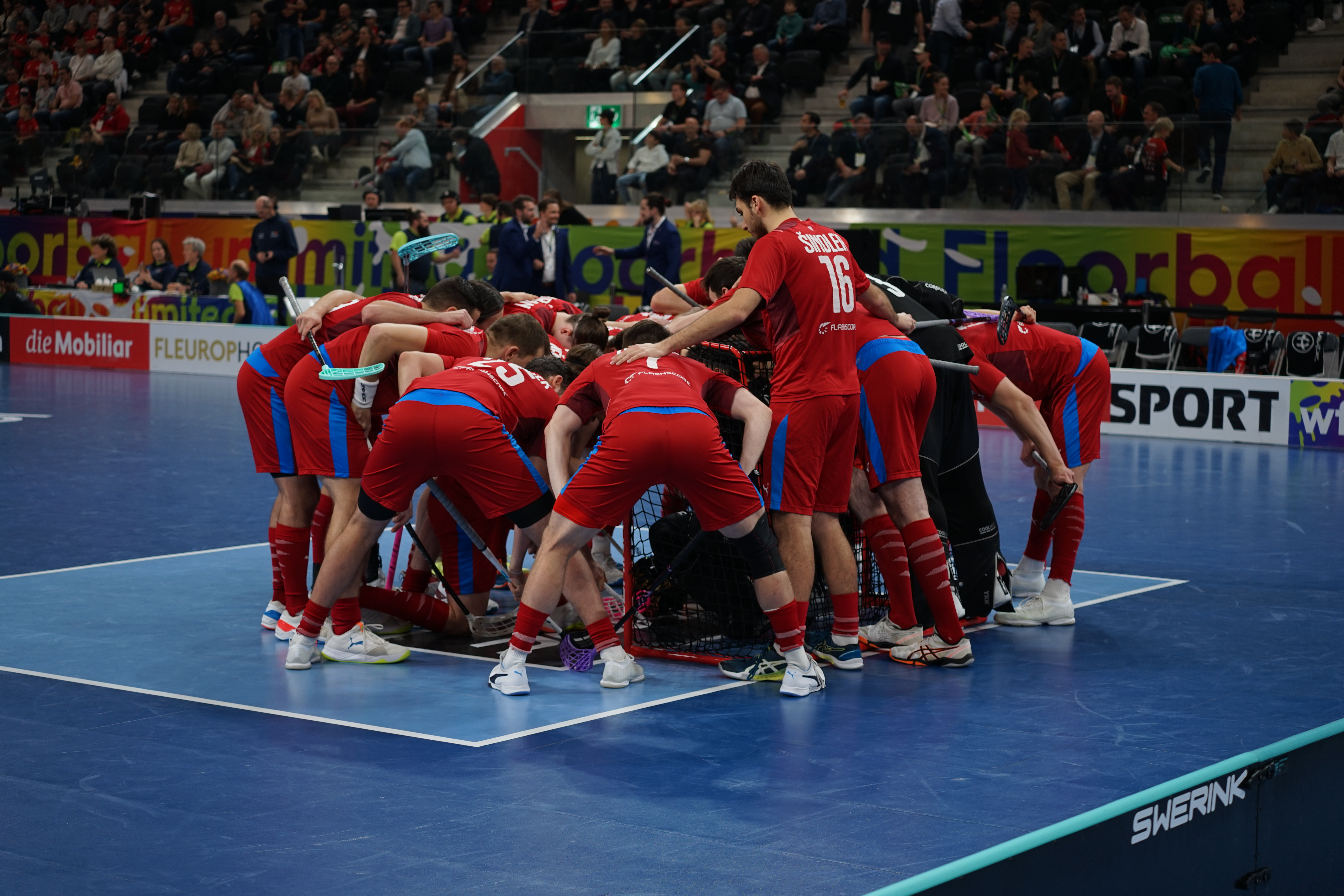
Český tým kolem branky před finále na Mistrovství světa 2022
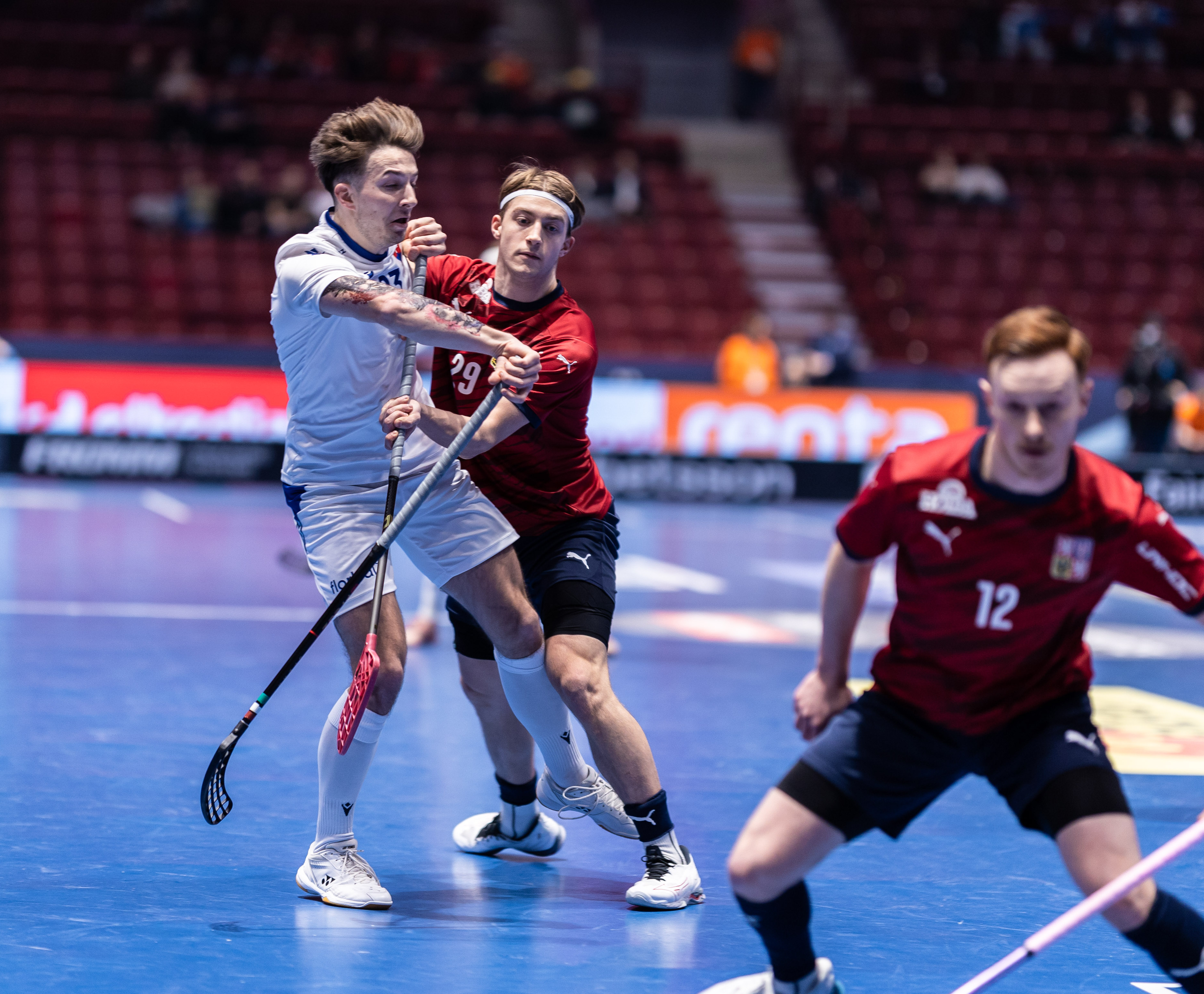
Čeští hráči ve čtvrtfinálovém zápase na Mistrovství světa 2024